# Kloster Vitskøl
Das Kloster Vitskøl (Witheschøle, Vitae scola) ist ein ehemaliges Zisterzienserkloster in Dänemark und eine der ältesten erhaltenen Klosteranlagen in Nordeuropa.

## Lage
Das Kloster liegt in der Region Nordjylland (Nordjütland) in der Kommune Vesthimmerland in der Ortschaft Ranum südlich der Stadt Løgstør am Limfjord.

## Name
Der Name Vitskøl bedeutet „beschlagnahmtes Gut“. Gemeint ist damit Landbesitz, den die Krone wegen eines Vergehens des Vorbesitzers eingezogen hat. Der lateinische Name Vitae scola, Schule des Lebens, lehnt sich an die Aussprache an, nicht jedoch an die Bedeutung.

## Geschichte
Das Kloster wurde um 1157/58 von König Waldemar I. (dem Großen) gegründet, der sich im Oktober 1157 in der Schlacht auf der Grathe Hede gegen Sven III. durchgesetzt hatte. Laut einer im Kloster Varnhem erhaltenen Chronik war die Klostergründung die Folge eines Gelübdes, das Waldemar nun, da er alle seine Konkurrenten um den dänischen Königsthron besiegt hatte, einlöste. Die kurz nach der Schlacht in Roskilde verfasste Stiftungsurkunde ist in einer Abschrift aus dem 17. Jahrhundert erhalten. Als Ort für die Klostergründung wählte Waldemar ein Krongut. Zur Entscheidung für ein Zisterzienserkloster trug bei, dass Erzbischof Eskil von Lund enge Beziehungen zu Bernhard von Clairvaux, dem Gründer des Zisterzienserordens, pflegte und schon 1144 das erste dänische Zisterzienserkloster Herrevad in Schonen gegründet hatte.
Vitskøl war ein Tochterkloster des 1151 gegründeten Klosters Esrom aus der Filiation der Primarabtei Clairvaux. Die ersten Mönchen stammten jedoch aus dem Kloster Varnhem in Schweden. Ihr Abt Henrik hatte sich wegen der Streitigkeiten mit schwedischen Adligen auf den Weg nach Clairvaux begeben, war dann aber von Erzbischof Eskil überzeugt worden, Abt von Vitskøl zu werden und seine Brüder dorthin nachzuholen. Die Mönche aus Varnhem trafen Anfang April 1158 ein und begannen mit dem Bau der Klostergebäude an der von Abt Henrik ausgewählten Stelle an der Mündung der Bjørnsholm Å in den Limfjord, was die Anlage von Fischteichen erleichterte. Später kehrten die Varnhemer Mönche in ihr Kloster zurück und Vitskøl wurde von Mönchen aus Esrom bezogen. Henrik blieb jedoch Abt in Vitskøl.
Schon im Jahr 1165 wurde das Kloster Sminge als erste Filiation gegründet, das 1172 nach Øm verlegt wurde.
Die Klosteranlage wurde nach den zisterziensischen Bauvorschriften als Vierflügelanlage mit der Kirche als Nordflügel errichtet. Die Kirche war jedoch außergewöhnlich groß angelegt und sollte die größte Kirche in Nordeuropa werden. Entgegen der Vorschriften enthielt sie einen Chorumgang mit mehreren Apsiden. Als ein Brand 1287 einen Großteil der Klosteranlage zerstörte, war der Chor noch nicht fertiggestellt. Der Neubau war deutlich bescheidener, aber immer noch groß.

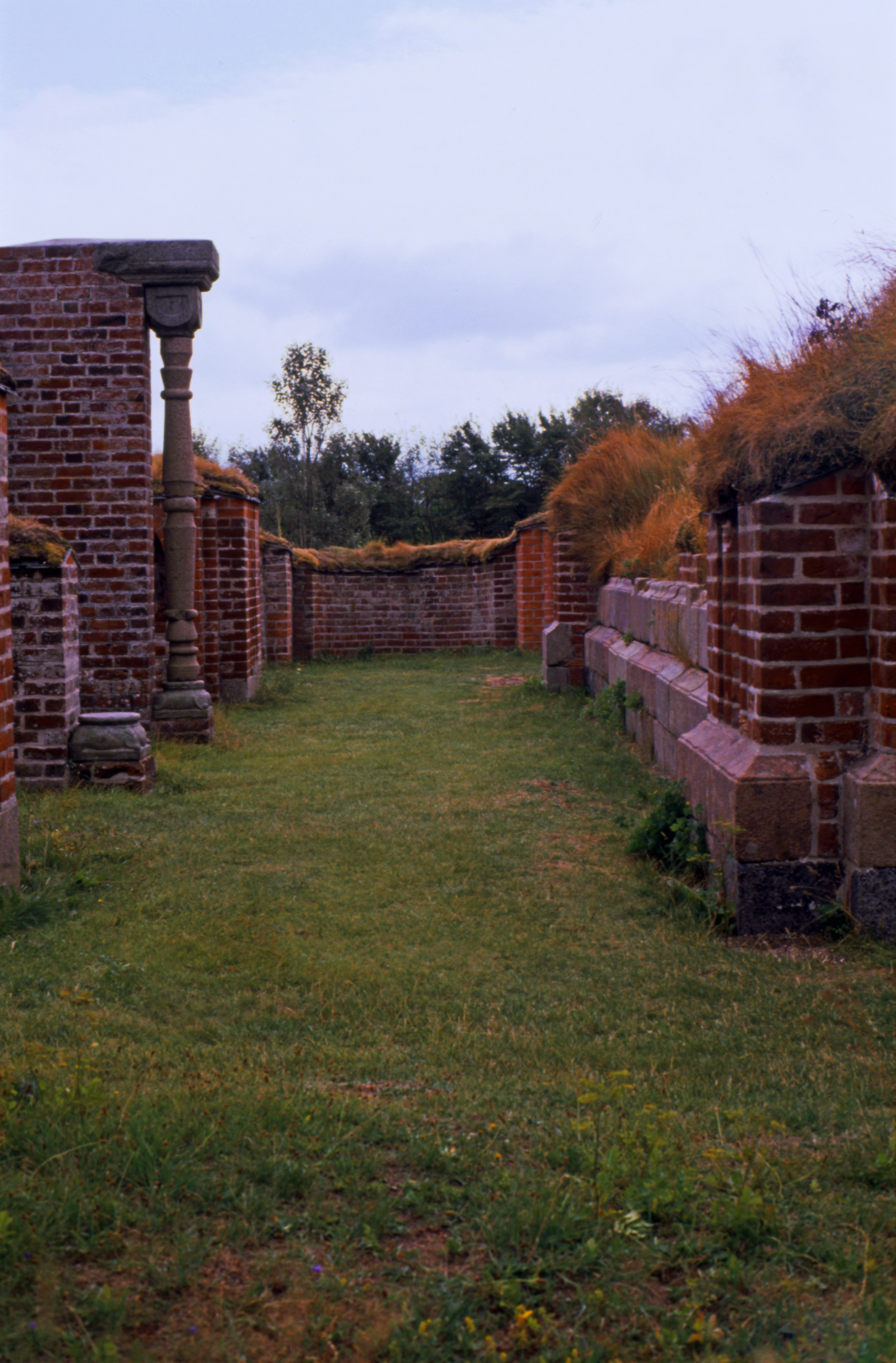
Ruinen des Chorumgangs der Klosterkirche

Dank königlicher Privilegien und reicher Ausstattung sowie Stiftungen benachbarter Adliger florierte Kloster Vitskøl und besaß im 15. Jahrhundert fast alles Land in der Umgebung. Zum Grundbesitz gehörte die Insel Livø und mehrere Kirchspiele mit insgesamt 260 Bauernhöfen. Am Kloster vorbei führten wichtige Handelsrouten, so dass auch auf klösterlichem Gebiet ein Markt eingerichtet wurde. Die Klosterschule galt als bedeutend.
Im Jahr 1536 wurde die Reformation im Königreich Dänemark eingeführt. Henrik von Sorø, der 1494–1502 Abt in Vitskøl gewesen war und als Abt von Kloster Sorø nicht nur Visitator der dänischen Zisterzienserklöster, sondern auch Reichsrat und Ratgeber des lutherischen Königs Christian III. war, erreichte das Fortbestehen des Klosters. Die Mönche hatten jedoch ihren Gottesdienst nach der lutherischen Lehre auszurichten und durften keine neuen Novizen aufnehmen. Der Klosterbesitz fiel in den Besitz der Krone, die ihn verlehnte. 1563 verließen die letzten Mönche das Kloster.

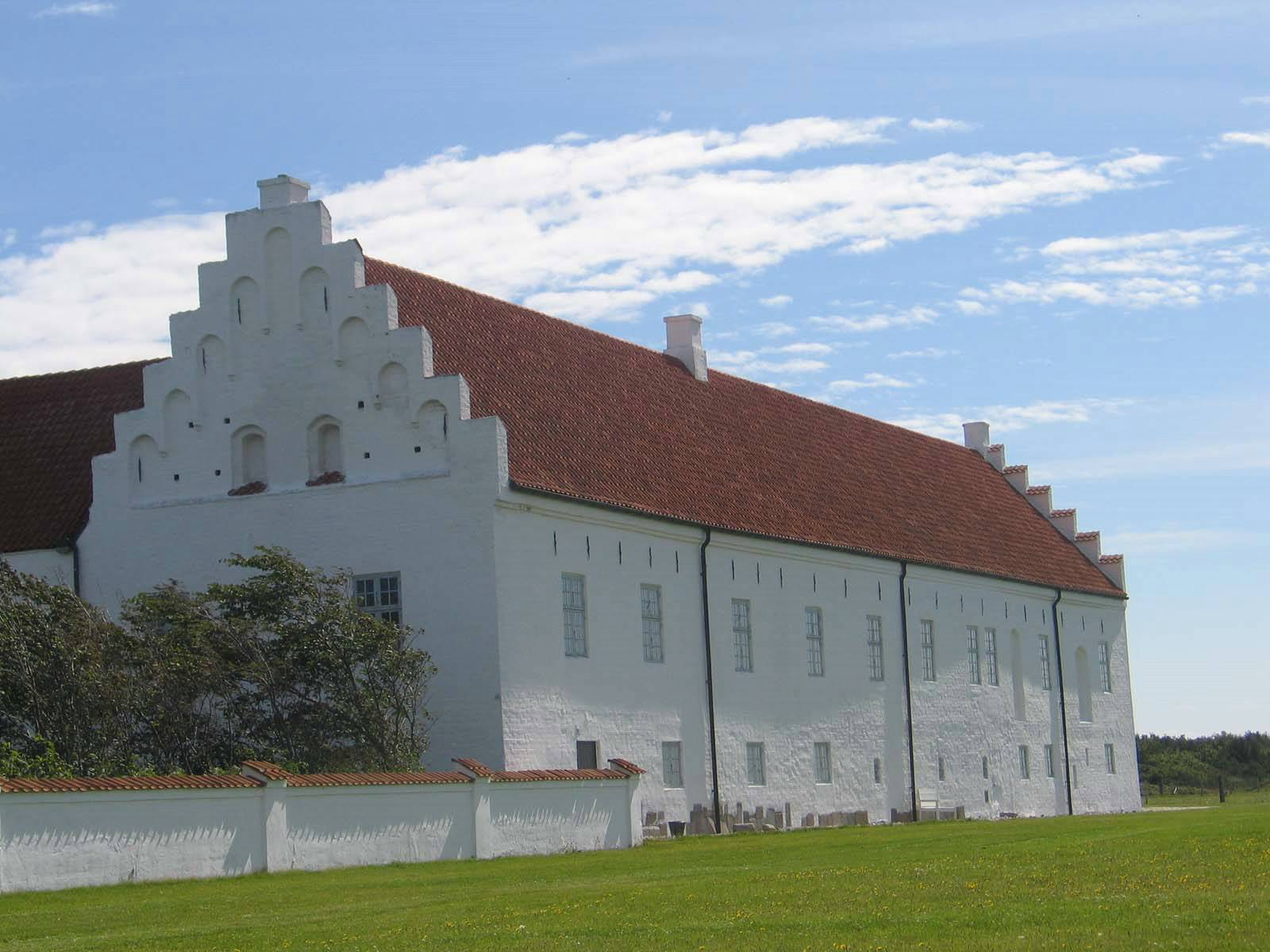
Westflügel des Klosters

Klostergebäude und -land wurden 1573 an den Adligen Bjørn Andersen vergeben, der zwei Konventsgebäude zu einem Herrenhaus umbauen ließ, das er Bjørnsholm nannte. Der Landbesitz verkleinerte sich durch wiederholte Verkäufe. Die große dreischiffige Kirche mit Querhaus diente zunächst als Pfarrkirche, wurde aber zunehmend baufällig. Sie wurde im Jahr 1668 endgültig aufgegeben und weitgehend abgetragen. Der damalige Besitzer Niels Juel ließ etwas südlich der ehemaligen Kirche einen neuen Nordflügel des Herrenhauses errichten, der Ost- und Westflügel verband. Dort wurde eine Kapelle eingerichtet, die bis 1916 als Pfarrkirche diente.
In den folgenden Jahrhunderten wechselte das Gut häufig den Besitzer und wurde mehrfach umgestaltet, so dass bis auf den Westflügel nur noch wenig von der Bausubstanz der Klosterzeit erhalten ist. Um 1800 wurde der Südflügel abgerissen, was aus der ursprünglichen Vierflügelanlage eine Dreiflügelanlage machte. 1934 gelangte das Gut in staatlichen Besitz, der es über mehrere Jahrzehnte für verschiedene Jugendhilfseinrichtungen verwendet. Seit 1942 tragen die erhaltenen Klostergebäude wieder den Namen Kloster Vitskøl, während die erst später errichteten Nebengebäude Bjørnsholm heißen. Seit 2012 gehört es der Stiftelse Vitskøl Kloster.

## Gebäude und Gelände
Ruinen der Anlage sind noch sichtbar. Der zum Herrenhaus umgebaute Westflügel der südlich der Kirche gelegenen Klausur ist erhalten, der Ostflügel z. T. neu aufgebaut. Die Gebäude dienen als Tagungszentrum. Im Ostflügel befindet sich noch Raumausstattung im Rokoko-Stil. Auf dem Gelände finden Mittelalterfeste und Weihnachtsmärkte statt. Im nach dem Vorbild des St. Galler Klosterplans angelegten Kräutergarten gibt es auch einen Schnapskräutergarten mit über 60 verschiedenen Kräutern, Sträuchern und Bäumen, die zur Herstellung von Gewürzschnaps verwendet werden können.